# تاريخ الشركات
تاريخ شركة ما هو عبارة عن سرد للأحداث التاريخية لمنشأة تجارية أو منشأة تعاونية. وعادةً ما يتم استعراض تاريخ هذه المنشأة أو تلك بصورة مكتوبة، كما يتم أيضًا عبر وسائط سمعية أو سمعية بصرية. وقد قامت آلاف الشركات في دول العالم الصناعي بتسجيل تاريخها، وبوسائل فريدة خاصة بها – بدءًا بمنشورات عادية ذات حُلل قشيبة براقة، والتي يتم إعدادها في الغالب بغرض حفظها في السجلات أو الأرشيفات الخاصة بالعائلات المؤسسة لتلك الشركات، وانتهاءً بإصدارات ذات طابع مؤسسي واضح المعالم. وفي الولايات المتحدة، يتسم الوسط الذي يُعنى بكتابة تاريخ الشركات هناك بوجه خاص بغزارة الإنتاج، على عكس نظيره في المملكة المتحدة.

## نبذةٌ تاريخية
في القرن التاسع عشر، كان تاريخ الشركات يُكتب في بداية الأمر من قبل رجال الأعمال المنتمين للعصر الفيكتوري، سواءً كان ذلك من قبل مؤسس الشركة نفسه، أو من قبل أفراد من العائلات المالكة لتلك الشركات ممن لا يزالون على قيد الحياة حينها، أو من قبل موظفي تلك الشركات من ذوي الخدمة الطويلة فيها. وعلى عكس الأساليب المتبعة هذه الأيام في سرد تاريخ الشركات بطريقة تسلسلية، كان تاريخ الشركات في تلك الحقبة يُكتب على صورة مذكرات يومية شخصية أو ممارسات علاقات عامة. ومن أقدم الأعمال التي كُتبت في هذا الصدد تلك التي أصدرتها دار كاتناش للنشر في المملكة المتحدة في عام 1886م. وقد تم في الولايات المتحدة نشر إصدار ملحوظ ومبكّر عن شركة ستاندرد أويل في عام 1902م.
أما إسهامات الوسط الأكاديمي، فلم تبدأ على الأرجح إلا في عام 1924م، عندما قام كلٌّ من جورج أنوين وجورج تايلور مجتمعيْن بكتابة نبذة تاريخية مفصلة بعنوان: صامويل أولدنو و ذي آركرايتس: الثورة الصناعية في ستوكبورت وماربل، ونشرتها مطبعة جامعة مانشستر.
ما بين الحربين العالميتين، كانت الأغلبية العظمى من الإصدارات المعنية بتاريخ المنشآت التجارية، وخاصة في المملكة المتحدة، تُعنى بتواريخ بيتوتية المنشأ وتنطوي بصفة أساسية على الحكايات والذكريات. ولم يتم وقتها إصدار إلا عدد قليل يُعدُّ على أصابع اليد الواحدة من الأعمال الجادة في هذا الصدد تستقي مادتها من سجلات المنشآت التجارية، وهي تلك الأعمال التي وجدت طريقها في نهاية المطاف إلى المتاحف ومكاتب السجلات الحكومية وهواة جمع مثل هذه الإصدارات. أما الأعمال المتعلقة بالتأريخ للشركات بصورة ممنهجة فلم تكن مقررة سلفًا، خاصةً إذا ما علمنا أن السجلات الخاصة بتأريخ هذه الشركات لم يتم العثور عليها في الغالب إلا مصادفةً، لتحظى بعد ذلك بشيء من الاهتمام وتتحول إلى عمليات تأريخ بتمويل من عدد من الأجيال اللاحقة لعائلات رجال الأعمال المعنيين المتوفَّيْن منذ أزمان بعيدة أو، في أحيان قليلة، بتمويل مشترك من قبل كُتَّاب هذه الأعمال ودور النشر. واللافت في الأمر هنا أن أمرًا واحدًا كان يجمع بين تلك الإصدارات – وهو أنها كانت تتعلق بشركات أغلقت أبوابها أو توارت عن الأنظار. وكان الاستثناء الوحيد لذلك في عام 1938م، عندما قام مصرف إنكلترا (بانك أوف إنغلاند) بإصدار مجلدين عن تاريخ المصرف بمناسبة مرور 250 عامًا على إنشائه.  واستغرق هذان المجلدان، اللذان كتبهما جون هارولد كلافام، أستاذ التاريخ الاقتصادي في جامعة كيمبردج، ستة أعوام ليريا النور. وقد استغلت هذه المؤسسة البريطانية الشهيرة هذا الحدث أحسن استغلال للاحتفال بتاريخها وإنجازاتها.
وفي عام 1947م، حققت عملية كتابة التاريخ الحديث للشركات قفزة نوعية كبيرة، عندما قام رئيس شركة يونيليفر في ذلك الوقت، جيفري هيوورث (لاحقًا اللورد هيوورث) بالتواصل مع جي. إن. كلارك، الذي قاد الحملة الوطنية المعارضة لتدمير سجلات المنشآت التجارية، وطلب مشورته بشأن كتابة تاريخ يونيليفر، الشركة الصناعية الإنكليزية الهولندية. ولكن كلارك، الذي صار حينها للتو أستاذًا للتاريخ الحديث في جامعة أوكسفورد، اقترح على هيوورث زميلاً له أصغر سنًا، تشارلز ويلسون، للاضطلاع بهذه المهمة. وكانت نتيجة ذلك أن تم إصدار كتاب راقٍ من مجلدين أسهم في تحويل عملية كتابة تاريخ المنشآت التجارية في المملكة المتحدة من مجرد ممارسة من ممارسات العلاقات العامة إلى واحدةٍ من المهام المرموقة في الأوساط الأكاديمية.  فعلى سبيل المثال، أسهم العمل الذي أصدره تشارلز ويلسون، عن واحدة من أهم الشركات في أوروبا الغربية، في إكسابه لقب عراب كتابة التاريخ الحديث للشركات في المملكة المتحدة.

## الممارسات الحالية
تتسم أغلبية الكتب المعنية بتاريخ الشركات في هذه الأيام بكونها مشاريع علاقات عامة صُمّمت صراحةً للاحتفاء بالذكريات السنوية المهمة للشركات المعنية. كما أن هناك أيضًا كتبًا أقل صدرت في العام الأخير من القرن التاسع عشر، وتركّز أكثر على تاريخ الشركات البريطانية، مما صدر في العام الأخير من القرن العشرين.
وفيما يتعلق باستخدام الكتب المعنية بتاريخ الشركات في النظم التعليمية، نرى ذلك منتشرًا على نطاق واسع في النظام التعليمي الأمريكي، مقارنةً بنظيره في المملكة المتحدة وغيرها من الدول الأخرى.[بحاجة لمصدر]
هذا، وتنظر الكثير من الشركات إلى تاريخها على أنه رافدٌ فعّال للذاكرة التنظيمية للشركة على المدى البعيد، كما تنظر إليه على وجه الخصوص على أنه وسيلة مناسبة لنقل الإستراتيجيات. وعليه، فإنه يمكن لهذا التاريخ أن يكون أداة استقراء/تعليم فعالة للموظفين المؤقتين في سوق العمل ذات المرونة العالية. ويعمل مؤرخو الشركات على جمع المواد الخاصة بهذه الشركات وفهرستها ونشر المعلومات الخاصة بها لأغراض الاستخدام الداخلي. ففي هذا الصدد، وفي عام 2003، يقول ديف سميث، الذي يدير مجموعة من ملايين القطع الفنية في شركة والت ديزني: "عندما يفكر الناس في السجلات، فإن تفكيرهم ينصبُّ فقط على السجلات الوطنية في واشنطن، في حين أن الكثير من المنظمات، ومنها المنشآت التجارية، تحتفظ بمثل هذه السجلات".
وقد تكون سجلات شركة أيه تي آند تي أكبر السجلات الخاصة بالمنشآت التجارية التي تم جمعها في التاريخ، حيث بدأت الشركة في جمع المواد التاريخية الخاصة بها في عام 1921م. واعتبارًا من عام 1999م، كان الإشراف على سجلاتها يتم من قبل 11 موظفًا بدوام كامل، وتضمنت هذه السجلات 50 ألف قدم (15 ألف مترًا) من الوثائق، و 800 ألف صورة ثابتة، و 12 ألف أداة وقطعة فنية، يعود تاريخ بعضٌ منها إلى زمن ألكزاندر غراهام بل، بالإضافة إلى 16 ألف فيلم ومقطع مرئي عن الشركة ذاتها.

## أنظر أيضا
- الثقافة التنظيمية

## روابط خارجية
- جمعية المحفوظات الأمريكية
- شاشي ويكي، سجلات الببليوغرافيا لكتب تاريخ كوروبارات اليابانية

## قراءات إضافية
- دالستروم، نيل، “التصورات والحقائق: معضلات مؤرخ الشركة،” أخبار تاريخ ASLH ، 60 (خريف 2005)، ص 12-15
- أرنولد كرانسدورف، فقدان الذاكرة المؤسسية ، بتروورث هاينمان، 1998.
- أرنولد كرانسدورف، الحمض النووي للشركات ، منشورات جاور، 2006.
- " تاريخ الشركة: مزايا النظر إلى الوراء "، مجلة الإيكونوميست، 6 سبتمبر 2007.
- " التاريخ في الإعلان: استخدام تاريخ العلامة التجارية لبيع المنتجات "، بيزنس ويك، 8 يناير 2007.
- " نقب في علية الشركة "، صحيفة فايننشال تايمز، 24 يوليو 2008.
- " احتفل بالماضي من خلال التطلع إلى الأمام "، صحيفة فايننشال تايمز، 7 أغسطس 2008.